# Ciliegiolo
Le ciliegiolo est un cépage italien, essentiellement cultivé en Toscane, entrant dans la composition du chianti et surtout utilisé en assemblage. Toutefois, il compose 100 % d'un vin de Toscane, le Il Grillesino des maisons Notari et Antinori. Fattoria di Caspri produit également un 100 % ciliegiolo en IGT Toscane.